# Limonium gmelinii
Espèce
Classification phylogénétique
Synonymes
- Statice glauca Willd.[1]
- Statice gmelini Willd.[1]

Limonium gmelinii est une espèce de plante de la famille des Plumbaginaceae et du genre Limonium.

## Description
Limonium gmelinii est une plante herbacée vivace qui atteint des hauteurs de croissance de 20 à 60 centimètres. Les feuilles mesurent 7 à 11 × 2 à 3 cm. Les épis ont une longueur de 0,6 à 1 cm. Ils ont généralement une, rarement deux fleurs. Le pétale mesure de 5 à 5,5 mm de long et est de couleur bleuâtre à rougeâtre. Le sépale mesure de 3 à 4,5 mm de long. Les lobes du sépale sont émoussés.

## Répartition
Limonium gmelinii est présente dans le sud-est de l'Europe, l'est de l'Europe centrale, l'ouest et l'est de la Sibérie, l'Asie centrale, la Mongolie et l'Himalaya.
Espèce halophyte répandue, on la trouve poussant dans les prairies, les steppes, les bords de routes et les terrains vagues, tant qu'ils sont salins.

## Parasitologie
La fleur a pour parasites Staticobium gmelini (sv), Staticobium latifoliae. Le fruit a pour parasite Sibinia beckeri. La feuille a pour parasites Phloeospora jaapiana (sv), Casilda consecraria, Lobesia indusiana, Erysiphe limonii, Leveillula taurica (en), Peronospora statices, Acalyptris lesbia (en), Physoderma zsakii, Uromyces limonii, Pyropteron cirgisum (en).

## Culture
Limonium gmelinii est plante ornementale pour les jardins naturels et les parterres de vivaces et comme fleur coupée. L'espèce est cultivée à partir de 1791 au plus tard.